# Sierpniowa mgła
Sierpniowa mgła (niem. Nebel im August) – niemiecko-austriacki film fabularny z 2016 roku w reżyserii Kai Wessela, zrealizowany na podstawie powieści Roberta Domesa z 2008 roku pod tym samym tytułem. Scenariusz napisał Holger Karsten Schmidt.

## Fabuła
Akcja filmu rozgrywa się w Niemczech w 1942 roku. 13-letni Ernst Lossa zostaje wysłany przez nazistowskie władze do szpitala psychiatrycznego.Tam odkrywa, że zarządzana przez doktora Veithausena placówka prowadzi program eutanazji.

## Ernst Lossa
Główny bohater Ernst Lossa jest postacią historyczną. Należał do mniejszości etnicznej Jeniszów i został zamordowany przez hitlerowców zastrzykiem w ramach programu eutanazji. Ernst pochodził z Augsburga i urodził się 1 listopada 1929 roku. On i jego siostry zostali umieszczeni w domu dziecka, ponieważ matka zmarła. Ojciec Christian Lossa w 1936 roku został osadzony w obozie koncentracyjnym w Dachau. Po zwolnieniu pod koniec 1938 roku za kradzież został skazany na 2 lata więzienia i wywieziony do obozu koncentracyjnego we Flossenbürgu, gdzie zmarł w 1942 roku. Ernst początkowo został przewieziony do hitlerowskiego internatu, a potem do zakładu leczniczo opiekuńczego w Irsee, gdzie umiera po dwóch zastrzykach w sierpniu 1944 roku.

## Realizacja
Scenariusz filmu na podstawie powieści Roberta Domesa napisał Holger Karsten Schmidt. Zdjęcia kręcono w Warstein (Nadrenia Północna-Westfalia). Premiera filmu miała miejsce 29 września 2016 roku.

## Obsada
- Ivo Pietzcker jako Ernst Lossa[5]
- Sebastian Koch jako dr Werner Veithausen
- Thomas Schubert jako Paul Hechtle
- Fritzi Haberlandt jako pielęgniarka Sophia
- Henriette Confurius jako Edith Kiefer
- Karl Markovics jako Christian Lossa
- Branko Samarovski jako Max Witt
- David Bennent jako Oja
- Franziska Singer jako Frau Klein
- Juls Serger jako Hermann Klein
- Jule Hermann jako Nandl

## Nagrody
- 2016 – nominacja do nagrody Złote Koziołki w ramach Międzynarodowego Festiwalu Filmów Młodego Widza Ale Kino![5].
- 2016 – 37. Bawarskie Nagrody Filmowe (37. Bayerischen Filmpreises) dla reżysera filmu[6]
- 2016 – Pokojowa Nagroda Niemieckiej Kinematografii dla reżysera[7]
- 2016 – Giffoni Film Festival – nagroda Włoskiego Młodzieżowego Klubu Filmowego[8] i 2 miejsce w kategorii Generator +13[9]